# Abies vejarii
Abies vejarii je jehličnatý, vysokohorský strom z čeledi borovicovité, z rodu jedlí, původem z Mexika.

## Popis
Jedná se o stálezelený, jehličnatý strom, dorůstající výšky až 40 m. Koruna je kuželovitá nebo pyramidální. Borka tenká, zprvu hladká a šedá, později šupinovitá, hrubá a šedohnědá. Pupeny kulovité, 2,5 mm dlouhé a 3 mm široké. Letorosty štíhlé, pevné, purpurově červené. Jehlice 1-2,5 cm dlouhé a 1,3–2 mm široké, spirálovitě uspořádané, shora mělce rýhované a šedozelené, zdola se dvěma zelenobílými proužky, na špičce ostré. Samčí šištice jsou kulovité, načervenalé, 5 mm dlouhé. Šišky vejčitě podlouhlé, 6–12 cm dlouhé a 4–6 cm široké, zpočátku tmavě purpurové, později dozráváním tmavohnědé. Semena 8–10 mm dlouhá, s 15 mm dlouhým, fialovohnědým křídlem.

## Příbuznost
Jedle Abies vejarii existuje ve 3 varietách:
- Abies vejarii var. vejarii;
- Abies vejarii var. mexicana;
- Abies vejarii var. macrocarpa.

## Výskyt
Domovinou stromu jsou mexické státy Coahuila, Nuevo León a Tamaulipas.

## Ekologie
Vysokohorský strom, roste v nadmořských výškách 1900–3300 m. Mrazuvzdorný je do −17 °C. Strom roste většinou v půdách vlhkých a chudých na humus, pH mírně kyselé až neutrální. Strom rád roste dohromady s různými druhy borovic (Pinus), dubů (Quercus), též s cypřišem arizonským (Cupressus arizonica), douglaskou tisolistou sivou (Pseudotsuga menziesii var. glauca) a dalšími.

## Choroby
Jedle Abies vejarii je značně náchylná k infekcím houbovou chorobou rzí, mšicím Adelges tsugae, kůrovci a dalším.

## Využití člověkem
Strom není pro vysokohorský výskyt a poměrně nízké stavy populace nijak využíván. V USA a Evropě je pěstován, i přes svůj atraktivní vzhled, pouze v arboretech.

## Ohrožení
Jedle Abies vejarii je hodnocena jako téměř ohrožená až zranitelná, její ohrožení je dáno téměř výhradně ničivými lesními požáry. Stav její populace je klesající.